# Че, Марко
Марко Че (итал. Marco Cè; 8 июля 1925, Идзано — 12 мая 2014, Венеция) — итальянский кардинал. Титулярный епископ Вильтурии и вспомогательный епископ Болоньи с 22 апреля 1970 по 7 декабря 1978. Патриарх Венеции и примас Далмации с 7 декабря 1978 по 5 января 2002. Кардинал-священник с титулом церкви Сан-Марко с 30 июня 1979.

## Начало пути
Родился Марко Че 8 июля 1925 года в Идзано, епархия Крема, Италия. Че получил образование в епархиальной семинарии Кремы, в лицее Вери, в Лоди. Получил докторантуру в догматическом богословии и лиценциат в Священном Писании в Папском Григорианском университете. Также учился в Папском библейском институте.
Посвящён в священника 27 марта 1948 года, в Риме. Он вернулся в свою епархию и стал вице-ректором местной семинарии, затем в 1957 году стал её ректором.

## Епископикардинал
Папой римским Павлом VI 22 апреля 1970 года назначен титулярным епископом Вультурья и вспомогательным епископом в Болонье кардинала Антонио Пома. Ординацию совершил 17 мая 1970 года в Соборе Кремы, Карло Манцана, епископ Кремы.
В 1976 году, он стал капелланом организации «Католическое Действие». Вскоре после избрания папой Иоанна Павла II, Че был назначен патриархом Венеции  и примасом Далмации, и возведён в кардиналы-священники на первой папской консистории от 30 июня 1979 года.
С 5 января 2002 года, имел титул патриарха Венеции emeritus (на покое) . Он покинул кафедру передав её Анджело Скола. Он был одним из кардиналов-выборщиков, которые участвовали в папском Конклаве 2005 года, который избрал папу римского Бенедикта XVI.
В 2006 году, он был приглашён Бенедиктом XVI проповедовать в Великий пост духовные упражнения папе римскому и Римской курии.
12 мая 2014 года кардинал Марко Че скончался в госпитале Святых Иоанна и Павла, в Венеции, где он находился из-за перелома шейки бедра с 19 марта 2014 года.